# Cymothoe confluens
Cymothoe confluens är en fjärilsart som beskrevs av Van Someren 1939. Cymothoe confluens ingår i släktet Cymothoe och familjen praktfjärilar. Inga underarter finns listade i Catalogue of Life.